# Lyngbygård Å
Lyngbygård Å är ett vattendrag i Danmark.   Det ligger i Region Mittjylland, i den centrala delen av landet, 160 km väster om huvudstaden Köpenhamn.
Ån rinner genom kommunerna Silkeborg, Skanderborg och Århus. Den mynnar ut i den konstgjorda sjön  Årslev Engsø som är en utvidgning av Århus Å.